# Stämp

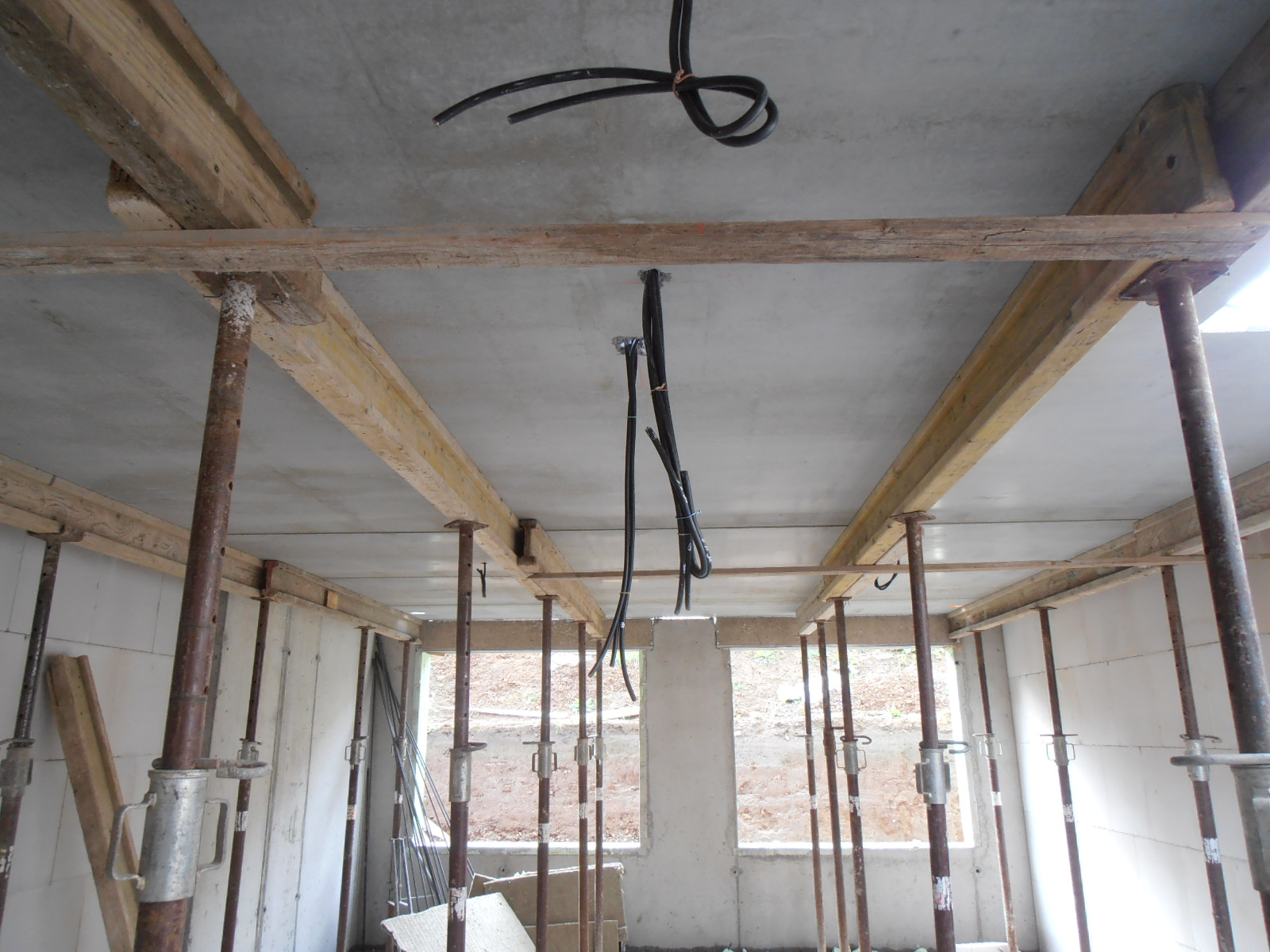
Ett antal stämpar som håller upp takbjälkar.

Stämp är en lång och grov stolpe som sätts vinkelrätt mot två mot varandra stående ytor för att bära upp tyngd eller motverka tryck, exempelvis för att stöda väggar eller uppta tryckkraft i schakt. En stämp kan användas som ett tillfälligt stöd under byggnadskonstruktion. Förekommer i svenska språket sedan senast 1887.

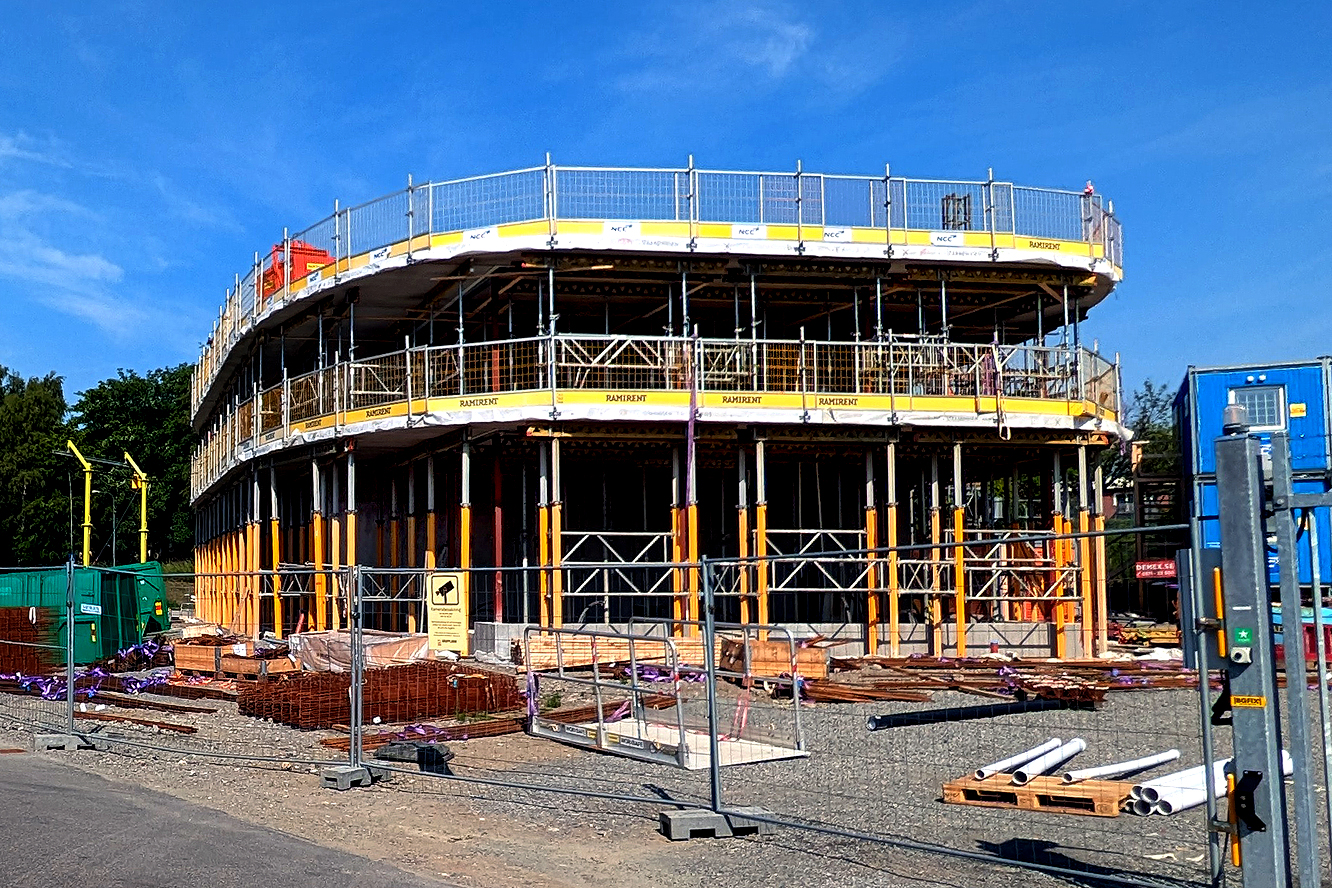
Ett stort antal stämpor håller upp nygjutna våningsplan.